# Товариство неупередженості (Японська імперія)
Товариство неупередженості або «Чусейкай» (яп. 中正会) — японська політична партія що діяла в Японській імперії в першій половині двадцятого століття.

## Історія
Політична партія «Товариство неупередженості» була створена в грудні 1913 року в результаті злиття двох японських політичних партій «Ekirakukai» і «Seiyū Club» і на початку своєї політичної діяльності мала 37 депутатів. Політична партія «Товариство неупередженості» підтримувала уряд Японської імперії на чолі якого стояв Окума Сіґенобу з 1914 до 1916 року, а член цієї партії Юкіо Озакі був призначений міністром юстиції Японської імперії. На загальних виборах 1915 року політична партія «Товариство неупередженості» отримала 33 місця, а в жовтні 1916 року об'єдналася в нову політичну партію «Кенсейкай».

## Рекомендована література
- Haruhiro Fukui (1985) Political parties of Asia and the Pacific, Greenwood Press, pp 458—459